# Korrosionszuschlag
Als Korrosionszuschlag wird die Verdickung technischer Bauteile bezeichnet, die dadurch vor Rost, Durchrostung, allg. Korrosion aber auch Schwingungskorrosion geschützt werden.
Insbesondere die Dimensionierung von Druckbehältern enthält diesen Korrosionszuschlag.
Hintergrund ist der Materialabtrag durch Korrosion – z. B. Witterungseinfluss – an den Oberflächen.
Dieser Materialabtrag lässt sich quantitativ schwer bzw. schlecht bestimmen.
Um eine lange Lebensdauer für das Bauteil zu gewährleisten, wird zu der rechnerisch ermittelten Wanddicke, welche die Festigkeit garantiert und auch schon die Sicherheitsfaktoren enthält, ein weiterer Aufschlag addiert.
Aus der Praxis: Rohre sind nach DIN/ISO/ANSI in verschiedenen, gestaffelten Dimensionen und Wanddicken genormt. Bei der Auslegung eines Rohrleitungssystems würde das Rohr mit der kleinsten Wanddicke die Festigkeit gewährleisten, man nimmt aber das nächstgrößere oder übernächste, um einem baldigen Bauteilversagen unter widrigen Umständen (See-, Salzwasser, Abrieb, Auswaschung etc.) entgegenzutreten.